# オルカン (駆逐艦)
| 駆逐艦「オルカン」 | |
| 艦歴               | |
| 発注               | フェフィールド社ゴーヴァン造船所 |
| 起工               | 1939年12月 |
| 進水               | 1942年3月2日 |
| 就役               | 1942年7月にポーランド海軍で就役 |
| その後             | 1943年3月19日触雷沈没 |
| 除籍               | 1942年11月 |
| 艦級               | M級駆逐艦 |
| 性能諸元           | |
| 排水量             | 基準：1,920トン 満載：2,725トン |
| 全長               | 110.5m |
| 水線長             | 105.3m |
| 全幅               | 11.2m |
| 吃水               | 4.4m |
| 機関               | アドミラリティ式重油専焼三胴水管缶2基 +パーソンズ式ギヤード・タービン2基2軸推進 |
| 最大出力           | 48,000hp |
| 最大速力           | 36.0kt |
| 航続距離           | 15/5,500海里 |
| 燃料               | 重油：537トン |
| 乗員               | 226名 |
| 兵装               | アームストロング MkXI 10.2cm（40口径）連装速射砲3基 アームストロング 10.2cm（45口径）単装高角砲1基 ヴィッカース 4cm（39口径）単装ポムポム砲4基 エリコン 2cm（76口径）単装機銃4基 53.3cm四連装魚雷発射管1基 爆雷45個 |

オルカン (ポーランド語: ORP Orkan) はポーランド海軍の駆逐艦。元々はイギリス海軍のM級駆逐艦ミュルミドン (英語: HMS Myrmidon) として建造されていたが、1942年12月にポーランドに引き渡された。

## 艦歴
1939年12月7日起工。1942年3月2日進水。1942年12月5日就役。
1943年10月8日、ハリファックスからイギリスへ向かうSC143船団護衛中にドイツ潜水艦「U378」によって撃沈された。「オルカン」は6時3分ごろに被雷し、炎に包まれ爆発をおこして6時10分に沈没した。175名が死亡し、生存者は駆逐艦「マスケティア」により救助されたがその中に艦長スタニスワフ・フルィニェヴィェツキは含まれていなかった。